# Énnec d'Oña
Énnec d'Oña, en llatí Ennecus o Innicus i en castellà Íñigo (Calataiud, Saragossa, ca. 1000 - Oña, Burgos, 1 de juny de 1068 o 1071) va ser un monjo benedictí aragonès, abat del monestir de San Salvador d'Oña. És venerat com a sant per l'Església catòlica.

## Biografia

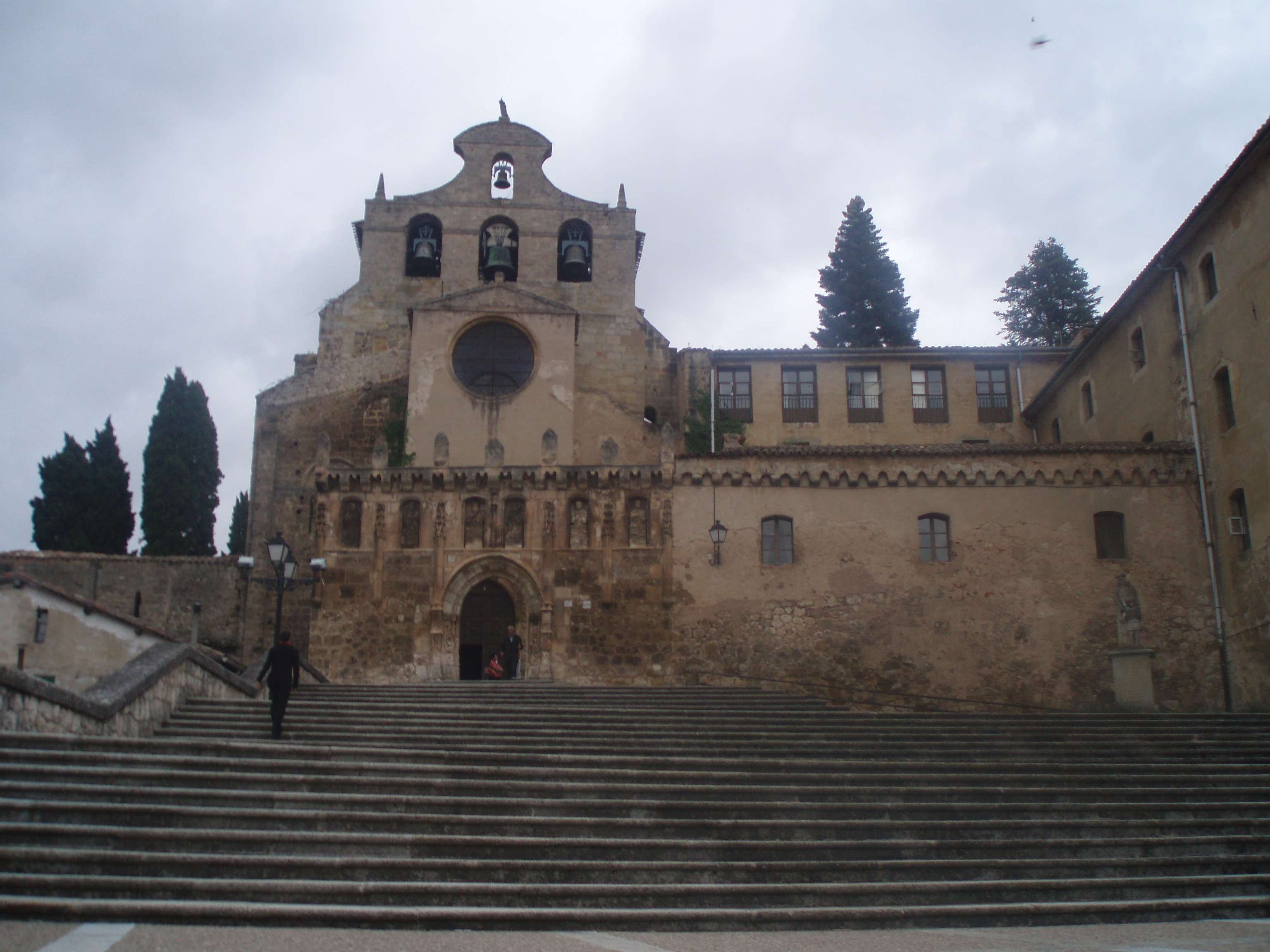
Monestir d'Oña

D'origen mossàrab, havia nascut cap a l'any 1000, a Calataiud. Des de jove es va retirar al monestir de San Juan de la Peña, de benedictins. Hi va ésser ordenat sacerdot i va demanar permís per retirar-se a les muntanyes de Tobed per fer-hi vida eremítica. La seva vida d'austeritat i pregària va despertar l'admiració dels veïns i la seva fama de santedat va fer que el rei Sanç III de Navarra anés a cercar-lo perquè fos l'abat del monestir de San Salvador de Oña (província de Burgos, llavors domini del Regne de Navarra), abans d'octubre del 1034, quan ja consta com a abat; en va ésser l'abat fins a la seva mort. Durant el seu abadiat, el monestir va obtenir la jurisdicció sobre San Juan de Pancorbo (1046) i San Martín de Alfania (1048) i altres llocs, esdevenint un dels més rics de tot Castella.
Fou conseller de Sanç III de Navarra i confessor del seu fill, el rei Garcia III. En 1052, Énnec va ajudar en la consagració del nou monestir de Santa María la Real de Nájera. Amb sant Domènec de Silos, va intentar evitar el conflicte sorgit entre Garcia Sanxes III de Pamplona, que acabà en la batalla d'Atapuerca l'1 de setembre de 1054 amb la mort del rei.
Va morir a Oña l'1 de juny de 1068 o 1071.

## Veneració
Les seves relíquies es veneren en una arqueta d'argent a l'església d'Oña. Va ésser canonitzat en 1259 per Alexandre IV.
Molt popular a Castella durant segles (moltes famílies posaven el nom d'Íñigo a algun dels fills, com Íñigo López de Loyola, futur Ignasi de Loiola), és el sant patró de Calataiud i Oña, i era advocat dels captius. Al Barrio de los Mozárabes de Calataiud, al lloc on es deia que havia nascut, s'aixecà un monestir benedictina, del qual se'n conserva l'església.
La llegenda diu que, essent de camí a Solduengo, prop d'Oña, va emmalaltir i volent morir a Oña, va anar-hi, ja de capvespre. Dos àngels, encarnats en dos nens vestits de blanc, l'acompanyaren amb teies enceses. En morir, la seva cel·la s'il·luminà i s'hi sentí una veu que deia: "Vine, ànima ditxosa, a gaudir la benaurança del teu Senyor".